# الضربات الإسرائيلية على اليمن (سبتمبر 2024)
الضربات الإسرائيلية على اليمن سبتمبر 2024وأطلق عليها الجيش الإسرائيلي اسم عملية الذراع الطويلة 2 (بالعبريه: פעולת זרוע ארוכה 2) هي هجمات شنتها إسرائيل في 29 سبتمبر 2024 في اليمن ضد موانئ الحديدة ورأس عيسى، وكلاهما يقع في الجزء الذي يسيطر عليه الحوثيون من البلاد. باستخدام طائرات 15-F وF-35 Adir و161-F قتل ستة أشخاص وأصيب ما لا يقل عن 57 شخصا. تسبب ذلك في انقطاع واسع النطاق للتيار الكهربائي في مدينة الحديدة نفسها تسببت الهجمات في أضرار جسيمة لمرافق الموانئ اليمنية ومحطات توليد الطاقة
وجاءت الهجمات الإسرائيلية ردًا على إطلاق الحوثيين صواريخ على إسرائيل. وقال الحوثيون إن هجماتهم الصاروخية جزء من حملة أوسع للتعبير عن التضامن مع شعب غزة ولبنان كانت هذه ثاني ضربة انتقامية إسرائيلية كبرى ضد الحوثيين منذ عملية الذراع الممدودة في 20 يوليو 2024، والتي شهدت قيام طائرات إسرائيلية بمهاجمة ميناء الحديدة

## خلفيه
الحرب على اليمن
حركة الحوثيين ، المعروفة رسميًا باسم "أنصار الله"، هي جماعة إسلامية في اليمن تتبع العقيدة الزيدية الشيعية.وقد تأججت الحركة بعقود من التمييز ضد الشيعة في اليمن واستولت على السلطة في عام 2014 في عام 2015، شنت المملكة العربية السعودية وحلفاؤها، بدعم أمريكي ، حربًا ضد الحوثيين وفرضوا حصارًا بحريًا وجويًا. وقد أسفرت المجاعة الناتجة عن ذلك عن مقتل ما يقدر بنحو 150 ألف شخص. وقد صنفتهم الولايات المتحدة، والمملكة العربية السعودية والإمارات العربية المتحدة، وماليزيا وأستراليا كمنظمة إرهابية وقد دعت الجماعة إلى تدمير إسرائيل وقد سيطرت الحركة، التي يعارض مسلحوها الحكومة اليمنية المعترف بها دوليًا، على مساحة كبيرة من أراضي البلاد على طول البحر الأحمر منذ عام 2014
تداعيات الحرب بين إسرائيل وحماس
بعد الهجوم الذي قادته حماس على إسرائيل في عام 2023 والغزو الإسرائيلي اللاحق لقطاع غزة وقصفه ، شن الحوثيون هجمات انتقامية على إسرائيل، ووعدوا بمواصلتها حتى "يتوقف العدوان الإسرائيلي اعتبر البعض أن هجمات الحوثيين على سفن الشحن الدولية في البحر الأحمر بمثابة قرصنة دولية مما أثار رد فعل عسكري من عدد من البلدان. في يناير 2024، اعتمد مجلس الأمن التابع للأمم المتحدة القرار 2722 ، الذي أدان هجمات الحوثيين وأكد على حرية الملاحة تم إطلاق عملية حارس الرخاء بقيادة الولايات المتحدة لحماية الشحن في البحر الأحمر. منذ 12 يناير، قادت الولايات المتحدة والمملكة المتحدة ضربات جوية وصاروخية للتحالف ضد الحوثيين ، بينما تقوم دول أخرى بدوريات مستقلة في المياه بالقرب من اليمن في 19 يوليو/تموز، أطلقت جماعة الحوثي طائرة بدون طيار من اليمن وسقطت على تل أبيب ، مما أسفر عن مقتل شخص وإصابة 10 آخرين في اليوم التالي، هاجمت إسرائيل ميناء الحديدة في اليمن ، مما أسفر عن مقتل 14 شخصًا وإصابة 90 آخرين. أدان المسؤولون الحوثيون الهجمات الإسرائيلية، وقالوا إنهم لن يتوقفوا حتى يتم وقف ما أسموه "الإبادة الجماعية في غزة ومن بين القتلى في الهجمات الإسرائيلية 12 موظفًا من شركة النفط اليمنية وبحسب ما ورد استهدفت الهجمات محطة كهرباء وتسببت في انقطاع التيار الكهربائي عن السكان المحليين

## الضربات الجوية
وقال الجيش الإسرائيلي إنه استخدم "العشرات" من الطائرات، بما في ذلك طائرات مقاتلة وطائرات تزويد بالوقود وطائرات تجسس، لشن الهجمات على بعد نحو 1800 كيلومتر من إسرائيل
الأهداف
وبحسب التقارير الأولية فإن الأهداف كانت منشآت الوقود ومحطات الطاقة والأرصفة في ميناء رأس عيسى والحديدة وأسفرت الهجمات عن مقتل عامل في الميناء وثلاثة مهندسين كهربائيين وقال السكان إن الهجمات تسببت في انقطاع التيار الكهربائي في معظم أنحاء الحديدة واعترفت إسرائيل بأن الموانئ تستخدم لاستيراد النفط، لكنها قالت إنها تستخدم أيضًا لاستيراد الأسلحة، ويمكن استخدام النفط لأغراض عسكرية 

## ردود الفعل
إسرائيل:قال وزير الدفاع الإسرائيلي يوآف غالانت في بيان إثر الضربات: «إن دماء المواطنين الإسرائيليين لها ثمن»، عادّاً أن «هذا الأمر تم إثباته بوضوح في لبنان وغزة واليمن وأماكن أخرى. إذا تجرأوا على مهاجمتنا فالنتيجة ستكون هي نفسها وقالت قناة «المسيرة»، التابعة لجماعة الحوثي اليمنية، إن سلسلة من الغارات الجوية استهدفت مدينة الحديدة الساحلية
 الحوثيون: أعلنت الهيئة الإعلامية لأنصار الله أنها اتخذت الاحتياطات اللازمة بتفريغ خزانات النفط مسبقًا في ميناءي رأس عيسى والحديدة، وذلك عقب تقارير عن هجوم إسرائيلي واسع على أهداف في اليمن
 اليمن:أدانت الحكومة اليمنية، الاثنين، بأشد العبارات، "العدوان الإسرائيلي" على مدينة الحديدة الساحلية الواقعة تحت سيطرة الحوثيين غربي البلاد جاء ذلك في بيان صادر عن مصدر مسؤول في الحكومة اليمنية نشرته الوكالة الرسمية (سبأ) دون تسميته
 إيران:أعرب المتحدث باسم وزارة الخارجية الإيرانية ناصر كنعاني عن إدانته الشديدة للهجمات التي شنتها إسرائيل مساء اليوم الأحد على مخازن الوقود ومحطة توليد الكهرباء في ميناء الحديدة اليمني وقال كنعاني إن هذه "الهجمات التي تسببت في دمار البنى التحتية المدنية بميناء الحديدة، كشفت عن الطبيعة اللاإنسانية للكيان الصهيوني 
 حركة حماس:اعتبرت حركة حماس، مساء الأحد، العدوان الإسرائيلي على اليمن وسوريا ولبنان “تصعيدا خطيرا و استمرار للعربدة الصهيونية الإجرامية في المنطقة بدعم أمريكي فاضح ومفتوح وقالت الحركة في بيان: “القصف الصهيوني الإرهابي على اليمن، واستهدافه منشآت مدنية في ميناء الحُديدة، وكذلك العدوان على سوريا يعد تصعيدا خطيرا وامتدادا لعدوان الاحتلال وإجرامه في فلسطين ولبنان والمنطقة العربية، بدعم أمريكي فاضح ومفتوح
 السعودية:قال وزارة الخارجية السعودية في بيان، الأحد، إنها تتابع بقلق بالغ تطورات التصعيد العسكري في اليمن، بعد الهجمات" الإسرائيلية" التي شهدتها محافظة الحديدة غرب اليمن، مساء السبت وأضافت وزارة الخارجية السعودية في بيان نشرته عبر حسابها الرسمي على منصة "إكس"، تويتر سابقا أن تلك الهجمات "تضاعف من حدة التوتر الحالي في المنطقة، وتضر بالجهود المستمرة لإنهاء الحرب على غزة